# SS Imperator
O SS Imperator foi um transatlântico construído para o Hamburg-Amerika Linie, lançado em 1912. Durante a Primeira Guerra Mundial, o navio permaneceu no porto de Hamburgo. Depois da guerra, foi requisitado pela Marinha dos Estados Unidos, identificado como USS Imperator e serviu como meio de transporte, levando as tropas americanas para a Europa. Seguindo o seu serviço na Marinha dos Estados Unidos, Imperator foi vendido à Cunard Line, e navegou como RMS Berengaria em sua última década de carreira.

## História
A sua quilha foi batida em 1910 no estaleiro AG Vulcan Stettin, em Hamburgo na Alemanha e fez sua viagem inaugural em 1913. Com 51.680 toneladas brutas, o Imperator foi o maior navio do mundo até o SS Vaterland navegar em 1914.
Antes de seu lançamento no dia 23 de maio de 1912, a Cunard anunciou o seu novo navio RMS Aquitania, que estava em construção no estaleiro John Brown, por conta disso houve um alvoroço em Hamburgo. Semanas depois, ele foi equipado com uma grande águia de bronze, criada pelo professor Bruno Kruse de Berlim. Esta extensão aumentou o comprimento do Imperator, suficiente para superar o Aquitania. As asas da águia foram arrancadas em uma tempestade no Atlântico em 1914, que resultou em sua remoção. A asa foi substituída por arabescos de ouro que era semelhante ao que estava em sua popa.
Em seus testes iniciais no mar, o navio encalhou no rio Elba, devido a um incêndio na sala de máquinas, que resultou em oito tripulantes a serem levados ao hospital. Em seus testes oficiais, ele sofreu um superaquecimento nas turbinas e alguns problemas de instabilidade foram descobertos. Os testes foram abandonados e os construtores foram chamados para realizar o trabalho de emergência.
O Imperator saiu em sua viagem inaugural na terça feira, 10 de junho de 1913 com o comodoro Ruser no comando, a Hamburg-Amerika Linie nomeou os outros quatro capitães para a viagem, para certificar de que tudo ocorreu bem. No caminho, ele parou em Southampton e Cherbourg, antes de prosseguir ao Atlântico para Nova Iorque, chegando no dia 19 de junho de 1913. A bordo estavam 4986 passageiros. O navio voltou para a Europa a partir de Hoboken para Nova Jersey, no dia 25 de junho de 1913.

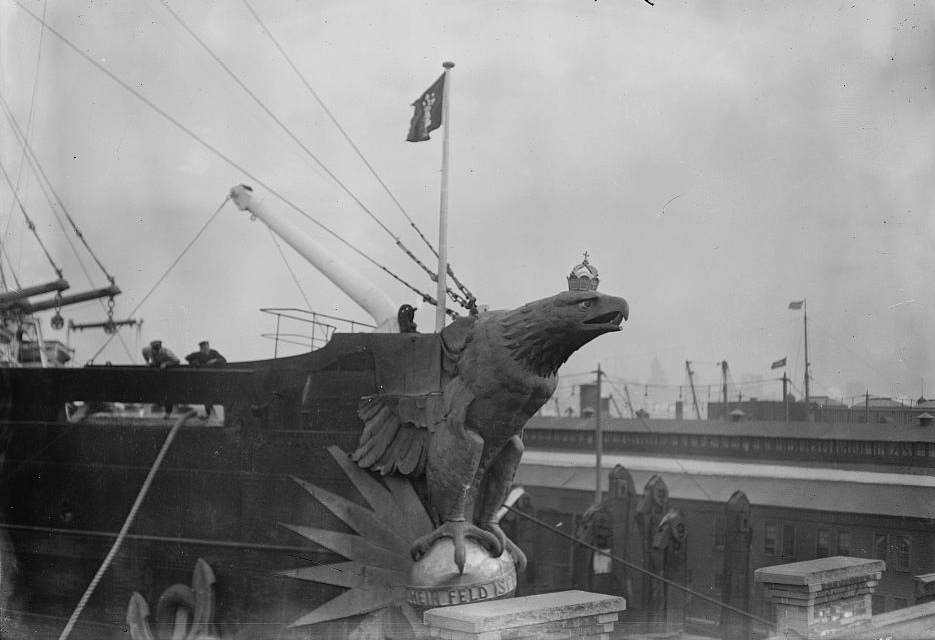
Detalhe da escultura após as asas serem danificadas.

Em sua primeira chegada, quando o timoneiro tentou traze-lo para o Canal Ambrose, o capitão George Smith observou que o navio estava navegando incorretamente, quando o leme fez alterações em direção ao navio. Ele logo foi apelidado de "Listerator".
Em outubro de 1913, o Imperator voltou ao estaleiro para facilitar o trabalho e melhorar seu manuseio e estabilidade, quando havia sido descoberto que seu centro de gravidade era muito alto. Para corrigir o problema, o banheiro e suítes na primeira classe foram removidas e móveis pesados foram substituídos. As chaminés do navio foram reduzidos. Finalmente, 2.000 toneladas foram acrescidas ao  duplo fundo para resolver os problemas de navegabilidade. O custo foi de £ 200.000. Ao mesmo tempo, um sistema de extintores de incêndio avançado foi montado em todo o navio, devido a vários incêndios haverem ocorrido a bordo, após o navio entrar em operação.
Durante o reequipamento de 1914 do Imperator, o capitão Ruser entregou o comando do navio para o capitão Theo Kie, assumindo o comando do novo navio Vaterland, que estava quase concluído. O Imperator retornou ao serviço em 11 de março, chegando a Nova York cinco dias depois.
Entre as suas características de luxo, o Imperator introduziu um salão de jantar de dois andares de altura, coroado com uma cúpula, um elegante Restaurante Ritz conectado a um jardim de inverno, duas suítes com varanda tal como haviam no RMS Titanic, um salão de fumar em estilo Tudor, um restaurante de grelhados que mais tarde foi retirado devido a problemas de vibração, um elegante salão social em estilo Luís XV, e uma piscina decorada em estilo pompeano, junto a um banho turco para seus passageiros da primeira classe.

## Primeira Guerra Mundial e serviço da Marinha
Em agosto de 1914, devido ao início da Primeira Guerra Mundial, foi ancorado em Hamburgo e ficou inativo por quatro anos. Após o Armistício de 11 de novembro de 1918, o Imperator entrou em um acordo e foi utilizado pela Marinha dos Estados Unidos em um uso temporário como transporte ao lado do Vaterland.
Ele foi identificado como USS Imperator (ID-4080) no início de 1919, sob o capitão Casey. Depois de embarcar 2.100 soldados americanos e 1.100 passageiros, ele partiu da França em 15 de maio de 1919, chegando em Nova York uma semana depois. Fez três cruzeiros de Nova York para Brest, levando consigo mais de 25.000 soldados, enfermeiras e os civis para os Estados Unidos.
No caminho para Nova York no dia 17 de junho, o Imperator ajudou o cruzador francês Jeanne d'Arc', que havia sido danificado no Oceano Atlântico. O Presidente do Brasil Epitácio Pessoa, estava a bordo do navio francês, e o Imperator o recebeu e respectiva comitiva para o transporte aos Estados Unidos, chegando lá vários dias depois.
Descomissionado em Hoboken, o Imperator foi vendido no dia 20 de setembro, e foi decidido que ele seria operado pela Cunard Line. O capitão Charles A. Smith e uma tripulação completa foi enviada para Nova York, e a entrega foi oficialmente recebido pelo superintendente da Cunard. O Imperator foi então transferido para a píer 54 da Cunard.

## Serviço da Cunard

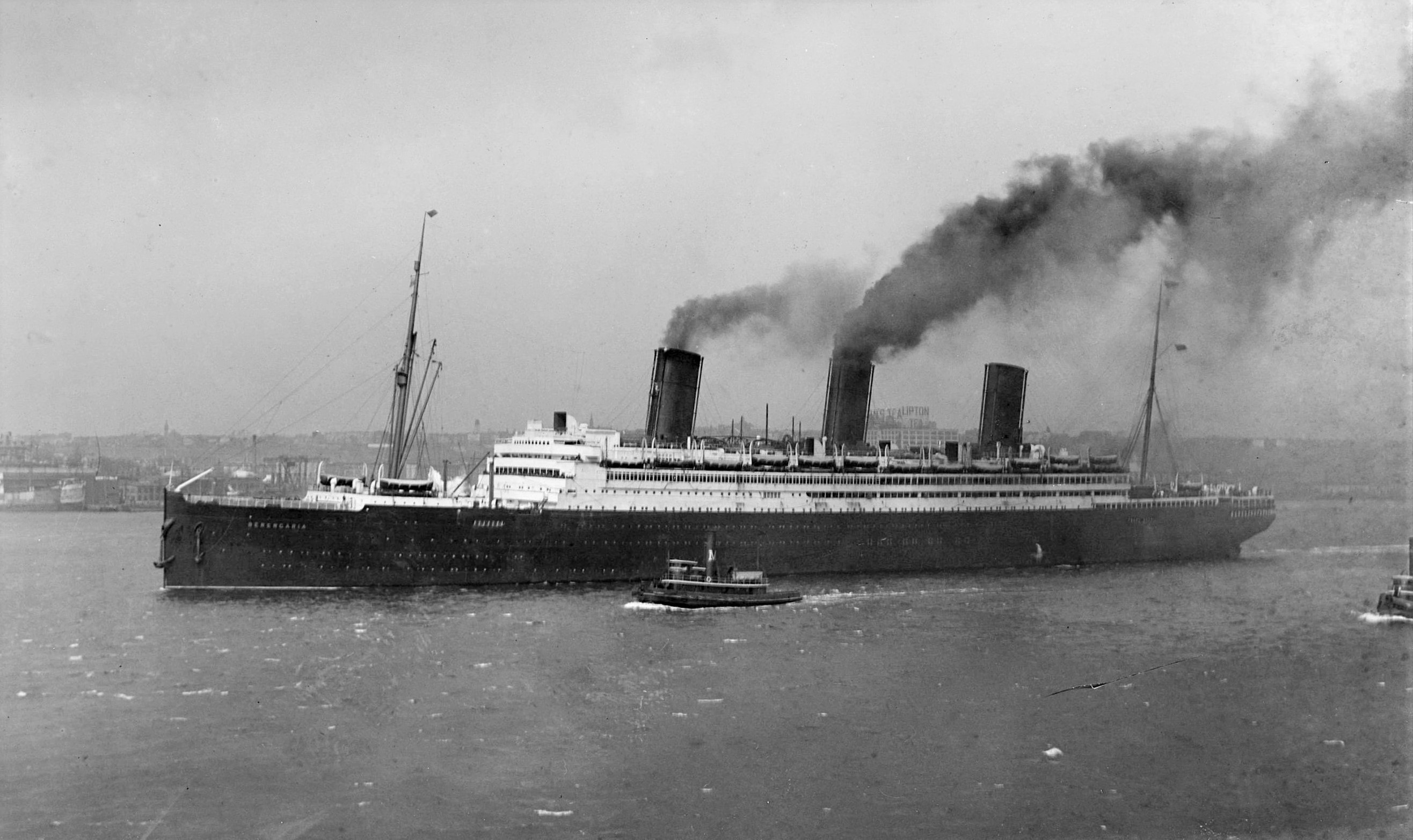
RMS Berengaria

O navio chegou a Southampton no domingo de dezembro de 1919 e foi transferido à Liverpool, para que fosse feita uma revisão rápida. No entanto, após a inspeção, o navio foi encontrado em mau estado. Durante o reparo na doca seca no dia 6 de janeiro, verificou-se que o leme do navio tinha uma peça faltando e suas hélices estavam sofrendo com uma erosão em suas bordas. Os problemas foram reparados enquanto o navio foi remobiliado com itens emprestados dos navios da Cunard.
Devido à extensão do trabalho que tinha que ser realizado, o Imperator permaneceu em Liverpool até ao dia 21 de fevereiro, e durante esse tempo um jantar anual da empresa foi realizado a bordo, antes de o navio retornar ao serviço no Atlântico Norte.
No dia 2 de março de 1920, o navio saiu de Nova York e levou nove dias na viagem até Southampton. Durante a viagem, o Imperator apresentou novos problemas. A Cunard decidiu que o navio precisava de uma grande reforma e foi retirado de serviço.
O navio foi nomeado de Berengaria por conta da Rainha Berengária de Navarra. Muitos navios da Cunard tinham nomes do Império Romano e nomes terminados com "ia". O RMS Berengaria como muitos navios da Cunard, teve o nome terminado com "ia".
O capitão Arthur Rostron, famoso por ter resgatado os sobreviventes do RMS Titanic, assumiu o Berengaria em julho de 1920. No ano seguinte, o Berengaria e o Aquitania foram enviados ao estaleiro para serem convertidos de queima de carvão a óleo combustível.
Em setembro de 1925, uma alerta de segurança foi acionado ao escritório da Cunard, informando que havia uma bomba a bordo do Berengaria. O navio foi então, a 1.200 milhas fora de Nova York com destino a Southampton. O navio foi revistado. Os passageiros e a maior parte da tripulação não foram informados quando à razão. Uma simulação de incêncio foi realizada pouco antes do suposto momento da detonação, para que os passageiros pudessem ser colocados perto de seus postos de salva-vidas sem despertar suspeitas. Após o Imperator ser revistado, concluiu-se que a  ameaça de bomba ao Imperator era falsa. O Berengaria foi novamente nas manchetes de maio de 1934, quando ele encalhou nas margens de lama em Calshot, no Solent. Ele foi puxado por quatro rebocadores em Southampton. O navio não sofreu danos e também não afetou sua agenda de viagens.
Apesar de sua herança alemã, o Berengaria serviu como capitania da frota da Cunard, após a junção da Cunard Line e a White Star Line na Grande Depressão. Para o fim de sua vida útil, ele sofreu vários incêndios elétricos causado por cabos envelhecidos, e por fim a Cunard White Star optou em aposentá-lo em 1938. Ele foi vendido para Sir John Jarvis, o mesmo que havia adquirido o RMS Olympic. Ele embarcou para o Rio Tyne, sob o comando do capitão George Gibbons e iniciou-se o desmantelamento do navio. A demolição final foi em 1946.